# Enoplognatha turkestanica
Enoplognatha turkestanica là một loài nhện trong họ Theridiidae.
Loài này thuộc chi Enoplognatha. Enoplognatha turkestanica được miêu tả năm 1946 bởi Charitonov.